# Marco Tasca
Marco Tasca OFMConv. (ur. 9 czerwca 1957 w Sant’Angelo di Piove di Sacco) – włoski duchowny rzymskokatolicki, franciszkanin konwentualny, minister generalny zakonu franciszkanów konwentualnych w latach 2007–2019, arcybiskup metropolita Genui od 2020, przewodniczący Konferencji Episkopatu Ligurii od 2020.

## Życiorys
29 września 1968 wstąpił do zakonu franciszkanów konwentualnych. 17 września 1977 złożył pierwsze śluby zakonne, a profesję wieczystą 28 listopada 1981. Święcenia prezbiteratu otrzymał 19 marca 1983, których udzielił mu arcybiskup Filippo Franceschi, biskup diecezjalny Padwy w Sant’Angelo di Piove di Sacco – w swojej rodzinnej miejscowości. W latach 2005–2007 był prowincjałem zakonu, a 26 maja 2007 został wybrany przez kapitułę generalną na urząd jego generała. 29 stycznia 2013 został wybrany na kolejną kadencję.
8 maja 2020 papież Franciszek mianował go arcybiskupem metropolitą Genui. 11 lipca 2020 otrzymał święcenia biskupie i odbył ingres do katedry św. Wawrzyńca. Głównym konsekratorem był kardynał Angelo Bagnasco, arcybiskup senior Genui, zaś współkonsekratorami arcybiskup Gianfranco Gardin, biskup senior Treviso, i biskup Gianfranco Girotti, były regens Penitencjarii Apostolskiej. Jako zawołanie biskupie przyjął słowa „Ostende nobis Patrem” (Pokaż nam Ojca). 29 czerwca 2020 w bazylice św. Piotra w Rzymie odebrał od papieża jako „nominat” paliusz, który uroczyście został mu nałożony podczas sakry biskupiej.